# Kanton Jarnages
Der Kanton Jarnages war bis 2015 ein französischer Wahlkreis in der Region Limousin. Er lag im Arrondissement Guéret und im Département Creuse. Sein Hauptort war Jarnages.
Der Kanton war 182,28 km² groß und hatte 3257 Einwohner.

## Gemeinden
| Gemeinde                 | Einwohner | Code postal | Code Insee |
| ------------------------ | --------- | ----------- | ---------- |
| Blaudeix                 | 97        | 23140       | 23023      |
| La Celle-sous-Gouzon     | 138       | 23230       | 23040      |
| Domeyrot                 | 215       | 23140       | 23072      |
| Gouzon                   | 1381      | 23230       | 23093      |
| Jarnages                 | 408       | 23140       | 23100      |
| Parsac                   | 592       | 23140       | 23149      |
| Pierrefitte              | 95        | 23130       | 23152      |
| Rimondeix                | 73        | 23140       | 23161      |
| Saint-Silvain-sous-Toulx | 163       | 23140       | 23243      |
| Trois-Fonds              | 95        | 23230       | 23255      |